# Pelle d'angelo
Pelle d'angelo (Peau d'ange) è un film del 2002 diretto da Vincent Pérez.